# Kommission Arbeitsschutz und Normung

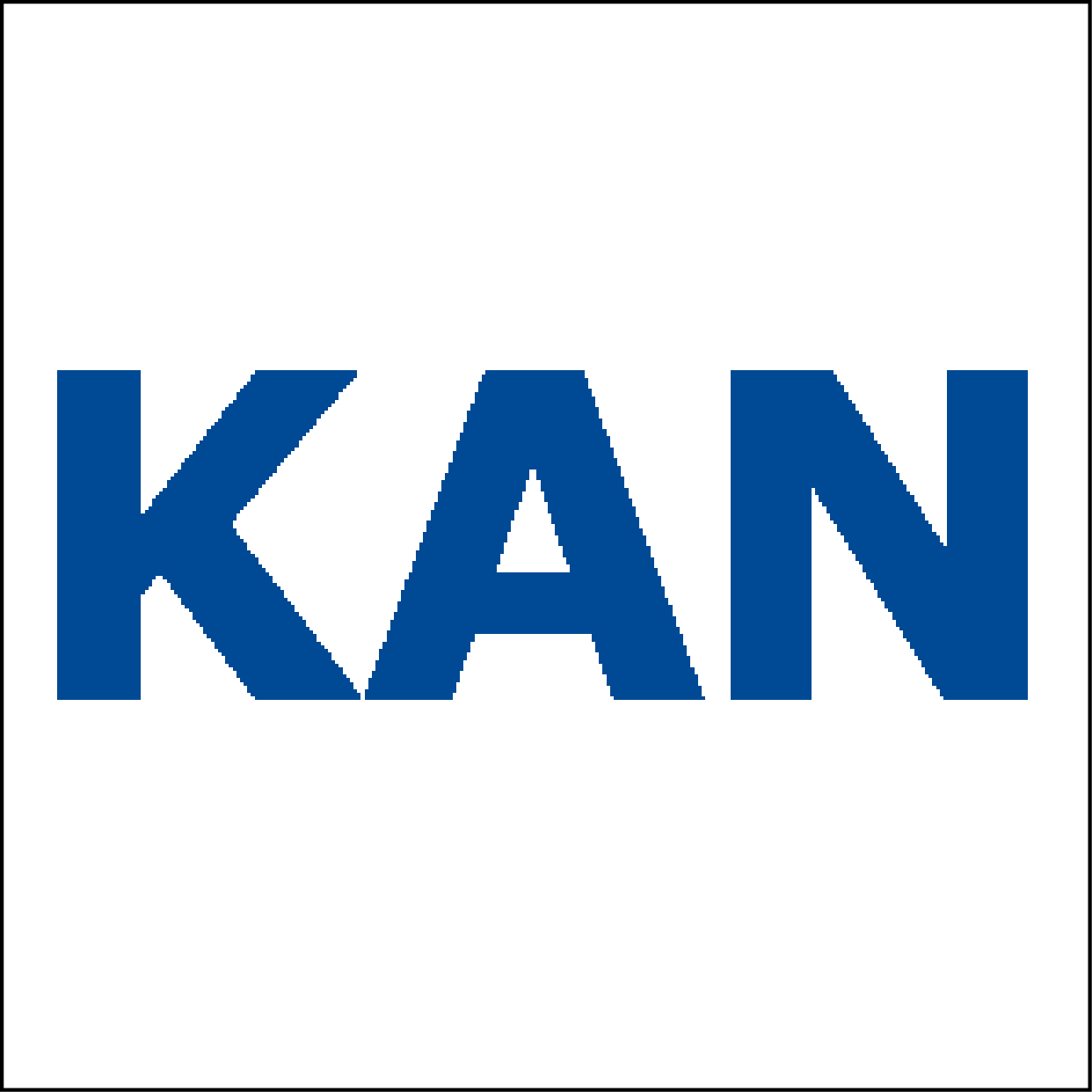
KAN Logo

Die Kommission Arbeitsschutz und Normung (KAN) hat die Aufgabe, die Normungsarbeit aus Sicht des Arbeitsschutzes zu begleiten und dessen Interessen in die Normung einfließen zu lassen.
In der KAN sind die Sozialpartner, der Staat, die Deutsche Gesetzliche Unfallversicherung (DGUV) und das Deutsche Institut für Normung (DIN) vertreten. Die KAN „bündelt“ die Meinung der verschiedenen Arbeitsschutzkreise – gestützt auf einen breiten Konsens aller Beteiligten – und bringt diese Position über das DIN als Stellungnahmen in laufende und geplante Normungsvorhaben oder zu bereits bestehenden Normen ein. Auch in normungspolitischen Diskussionen vertritt die KAN die deutsche Arbeitsschutzmeinung. Sie selbst ist kein Normungsgremium.
Die KAN besteht seit 1994 und wird vom Verein zur Förderung der Arbeitssicherheit in Europa e. V. (VFA) getragen und vom Bundesministerium für Arbeit und Soziales (BMAS) gefördert. Mitglieder im VFA sind Berufsgenossenschaften und Unfallversicherungsträger der öffentlichen Hand.

## Organisation
Die KAN (17 Mitglieder) vereint die in Deutschland für den Arbeitsschutz relevanten Institutionen.
Sie setzt sich zusammen aus je fünf Vertretern
- der Arbeitgeber
- der Arbeitnehmer und
- des Staates, davon
  - zwei Vertretern des Bundesministeriums für Arbeit und Soziales (BMAS), dem für den Arbeitsschutz zuständigen Ressort der Bundesregierung, und
  - drei Vertretern der obersten Arbeitsschutzbehörden der Länder

sowie je einem Vertreter
- von DIN e. V. und
- des Vereins zur Förderung der Arbeitssicherheit in Europa e.V (VFA) / der Deutschen Gesetzlichen Unfallversicherung (DGUV).

Ständiger Gast ist die Sozialversicherung für Landwirtschaft, Forsten und Gartenbau (SVLFG). Damit sind alle Unfallversicherungsträger in die Facharbeit der KAN einbezogen.
Der Vorsitz der KAN wechselt in zweijährigem Turnus zwischen den Vertretern der Arbeitgeber, der Gewerkschaften und des Staates.
Die im Kern drittelparitätische Zusammensetzung trägt der Forderung der Maschinenrichtlinie 2006/42/EG (Art. 7 Abs. 4) Rechnung, die Beteiligung der Sozialpartner an der Normung zu verbessern. Um dieser Anforderung nachzukommen, wurde darüber hinaus in der Geschäftsstelle der KAN je ein Sozialpartnerbüro für Arbeitgeber und für Arbeitnehmer eingerichtet.

## KAN-Geschäftsstelle
Die Arbeit der KAN wird von einer Geschäftsstelle (mit derzeit 23 Mitarbeiterinnen und Mitarbeitern) unterstützt. Die KAN-Geschäftsstelle verfügt über je ein Sozialpartnerbüro der Arbeitgeber und der Arbeitnehmer. Zudem unterhält die KAN-Geschäftsstelle eine Europavertretung in Brüssel.
Die KAN-Geschäftsstelle ist eine Dienstleistungseinrichtung, die die Arbeit der KAN unterstützt, indem sie
- Stellungnahmen zu Normen erarbeitet
- Studien und Gutachten zur Analyse von Normungsfeldern konzipiert, begleitet und auswertet
- Sitzungen der KAN vorbereitet und
- Beschlüsse der KAN umsetzt.

Darüber hinaus wendet sie sich auch an die interessierte Öffentlichkeit und
- informiert über die Arbeitsergebnisse der KAN
- führt Fachveranstaltungen durch und
- pflegt den Informations- und Erfahrungsaustausch mit Arbeitsschutz- und Normungsexperten.

Die Europavertretung der KAN-Geschäftsstelle in Brüssel
- unterstützt die Arbeit der KAN-Geschäftsstelle auf europäischer Ebene
- vertritt KAN-Positionen gegenüber den EU-Institutionen und europäischen Vertretungen
- entwickelt das europapolitische Netzwerk der KAN.

## Projekte der KAN
- Ein gemeinsames Projekt der KAN und der Arbeitsschutzinstitutionen CIOP-PIB (Polen), DGUV (Deutschland), EUROGIP (Frankreich), FIOH (Finnland), INRS (Frankreich) und INSST (Spanien) ist EUROSHNET. EUROSHNET ist ein länderübergreifendes Netzwerk von Arbeitsschutzfachleuten, die in Normung, Prüfung und Zertifizierung tätig sind. Das Netzwerk organisiert regelmäßig europäische Konferenzen, um den persönlichen Austausch der Arbeitsschutzkreise in Europa zu fördern.[3]
- Die KAN hat in einem Gemeinschaftsprojekt mit der DIN Software GmbH das Recherchetool NoRA zur gezielten Suche nach Normen mit arbeitsschutzrelevanten Inhalten entwickelt.
- In Zusammenarbeit mit der TU Dresden, der Westsächsischen Hochschule Zwickau und der DGUV hat die KAN Ergonomie-Lehrmodule entwickeln lassen. Der Schwerpunkt der Materialien liegt im Bereich der Ergonomie von Maschinen und Anlagen. Viele Inhalte sind auch auf andere Felder übertragbar.

## Veröffentlichungen
- KANBrief
- KAN-Nachrichten
- KAN-Podcast
- KAN-Erklärfilme
- Jahresbericht 2022
- KAN-Studien
  - Recherche und Auswertung arbeitswissenschaftlicher Erkenntnisse im Bereich der digitalen Ergonomie (PDF; 5,06 MB; barrierefrei), KAN-Studie 02/2023
  - KAN-Gutachten „Vergleich der Anforderungen an die Beleuchtung von Arbeitsstätten im Regelwerk des Staates und der Unfallversicherungsträger mit den Anforderungen in der Normung“ (PDF; 1,42 MB; nicht barrierefrei) KAN-Studie 06/2023
  - KAN-Gutachten „Stand der Wissenschaft und Technik bei den Gelenkwellen an landwirtschaftlichen Maschinen“ (PDF; 2,20 MB; barrierefrei) KAN-Studie 08/2022
  - Gesicherte arbeitsschutzrelevante Erkenntnisse über die nichtvisuelle Wirkung von Licht auf den Menschen (PDF; 1,92 MB; nicht barrierefrei) KAN-Studie 08/2018
  - Normung in der Nanotechnologie – Bestandsaufnahme und Bedarfsanalyse aus Sicht des Arbeitsschutzes (PDF; 8,05 MB; nicht barrierefrei) KAN-Studie 05/2017
  - Rechtsprechung zu technischen Normen und normenähnlichen Dokumenten hinsichtlich ihrer Bedeutung für Sicherheit und Gesundheitsschutz (PDF; 0,38 MB; nicht barrierefrei) KAN-Studie 12/2016
  - Beitrag der arbeitsschutzrelevanten Normung zur Umsetzung der UN-Behindertenrechtskonvention (PDF; 1,43 MB; nicht barrierefrei) KAN-Studie 06/2016